# Eyes Wide Shut (cântec)
„Eyes Wide Shut” este un cântec al formației britanice JLS. Piesa este inclusă pe cel de-al doilea album de studio al grupului, Outta This World. Înregistrarea reprezintă cel de-al treilea single al materialului urmând a fi lansat în Regatul Unit pe data de 13 februarie 2011. Compoziția reprezintă o colaborare cu interpretul de muzică rap Tinie Tempah, care apare pe versiune oficială extrasă pe single.
Cântecul a beneficiat de un videoclip oficial și de o campanie de promovare, care s-a materializat printr-o serie de prestații live. Regizat de James Orez, scurtmetrajul a fost apreciat pentru conceptul abordat, dar și pentru efectele speciale care au fost utilizate. Percepția asupra compoziției a fost una majoritar pozitivă, primind recenzii pozitive din partea unor publicații precum Allmusic, Digital Spy sau Entertainment Focus. Formația a interpretat „Eyes Wide Shut” în timpul unor emisiuni televizate precum Alan Carr:Chatty Man, Daybreak sau This Morning, oferind totodată și o serie de interviuri.
Înregistrarea a devenit cel de-al șaselea șlagăr de top 10 al grupului în clasamentul oficial din Regatul Unit, unde a debutat la începutul anului 2011, avansând treptat până pe locul al optulea. În mod similar, „Eyes Wide Shut” a câștigat aceeași poziționare și în Scoția sau în listele digitale. Cântecul a activat și în Bulgaria sau Irlanda, în ambele avansând în top 20, în primul teritoriu fiind cel de-al doilea cel mai mare succes al grupului, după „Beat Again”.

## Informații generale
Formația a colaborat pentru prima dată cu grupul danez de producători DEEKAY în timpul sesiunilor de înregistrări ale albumului de debut, JLS. În urma acelei conlucrări au rezultat o serie de compoziții, două dintre ele („Only Tonight” și „Kickstart”) fiind incluse pe material. Ulterior, pentru cel de-al doilea album (Outta This World), formația britanică a colaborat din nou cu DEEKAY, trei dintre cântece regăsindu-se pe lista de redare a discului, respectiv, „Better for You”, „Superhero” și „Eyes Wide Shut”. Ultima piesă a fost anunțată ca cel de-al treilea single al albumului la scurt timp după lansarea materialului de proveniență. Concomitent a fost publicat și faptul că va fi promovată o nouă variantă a compoziției, care îl prezintă și pe interpretul britanic de muzică rap Tinie Tempah. Noua variantă reprezintă o formă refăcută a înregistrării. Referitor la această colaborare, unul dintre componenții formației JLS, Marvin Humes a declarat că „Tinie este un prieten bun al nostru, am crescut în aceeași parte a [districtului] Plumstead din sudul Londrei. Și deși nu îl cunosc de când eram tineri, am aflat de el după ce a devenit cunoscut. Este cel mai bun rapper din țară și este singura persoană cu care am vrut să lucrăm așa că ar fi fost absurd să nu lansăm asta ca single”.
Coperta discului single a fost postată pe website-ul oficial al formației pe data de 17 decembrie 2010, alături de confirmarea faptului că primele discuri single vor fi disponibile în Regatul Unit începând cu data de 13 februarie 2011. Premiera noii versiuni se va materializa pe data de 19 decembrie 2010 la ora 8:15 pm la postul de radio britanic Radio 1. Cântecul inclus pe fața B este o preluare a compoziție „Broken Strings” (aparținând cântăreților James Morrison și Nelly Furtado), care a fost interpretată anterior în timpul emisiunii speciale a formației — This Is JLS.

## Recenzii
Percepția criticilor asupra înregistrării a fost una preponderent pozitivă. Recenzorul CBBC a descris compoziția într-un cadru favorabil al albumului Outta This World, alături de primele două discuri single, „Love At War”, „Superhero” și „Other Side of the World”, afirmând că „dacă ești mai mult fan al cântecelor mai dance ale băieților, atunci nu căuta mai departe de «Eyes Wide Shut». Are o melodie de pian minunată și un ritm de fundal tipic [muzicii de] club”. De asemenea, Entertainment Focus a descris compoziția drept „un cântec de club molipsitor care este un alt [single] sigur de numărul 1”, opinie împărtășită și de David Smyth de la Evening Standard. PopJustice a comparat înregistrarea cu piesa „I'm Not Alone” a interpretului Calvin Harris, editorul website-ului menționat fiind de părere că asemănarea se poate datora faptului că „la un moment dat au lucrat cu Calvin” și „acesta este probabil rezultatul”. Jon O'Brien de la Allmusic a împărtășit această părere, adăugând și faptul că „Eyes Wide Shut” este unul dintre cele mai interesante cântece de pe album, alături de „Love You More” și „Outta This World”. Sophie Hines de la Student Beans a făcut referire la aceleași asemănări, pe care le găsește drept „evidente”. Muz Obzor a descris piesa drept o „compoziție jucăușă”, în timp ce Ian Wade de la BBC Music a felicitat înregistrarea. CBBC a oferit înregistrării patru puncte dintr-un total de cinci în cadrul unei recenzii individuale, catalogând-o drept „un cântec de club, cu un început [pe ritmuri] de pian și voci omogene — ce altceva te-ai aștepta de la băieții JLS”, în vreme ce 4 Music a fost de părere că „în forma sa originală «Eyes Wide Shut» era deja un succes monstruos în așteptare. Dar acum, mulțumită [...] omului momentului Tinie Tempah, acest cântec este gata să devină stratosferic”. De asemenea, compoziția a fost comparată cu șlagărul „Yeah 3x” al interpretului american Chris Brown. Mai mult, Robert Copsey de la Digital Spy a oferit înregistrării patru puncte dintr-un total de cinci, comparând „Eyes Wide Shut” cu șlagărul din anul 2001 „Thinking It Over” (al formației Liberty X), făcând referire la „similaritățile subtile dar inconfundabile”, adăugând că deși compoziția grupului JLS are un sound mai actual și prezintă o secțiune de rap „din partea omului momentului, Tinie Tempah”, elementele de muzică pop și influențele de R&B sunt asemănătoare cu „Thinking It Over”.

## Promovare
Imediat după lansarea videoclipului, „Eyes Wide Shut” a fost adăugat direct pe lista B a celor mai redate cântece de către principalul post de radio din Regatul Unit, BBC Radio 1, pentru ca la scurt timp să avanseze pe prima listă a acestuia. De asemenea, Capital FM a inclus compoziția în programele sale, fiind cea de-a doua piesă JLS difuzată intens de postul de radio în acea perioadă, alături de „Love You More”. „Eyes Wide Shut” a fost interpretat în timpul turneului Outta This World, iar în timpul spectacolului susținut de formație în Londra, Anglia, pe Wembley Arena (22 decembrie 2010), aceștia au fost acompaniați de Tinie Tempah.
Prima interpretare televizată a cântecului s-a materializat pe data de 11 februarie 2011 în timpul emisiunii Daybreak găzduită de ITV, în timpul căreia formația a acordat și un interviu. În prima zi de distribuire a discurilor single, grupul s-a aflat pe platourile de filmare ale programului de televiziune This Morning, difuzat tot de ITV, în timp ce cu o zi în avans fuseseră prezenți în emisiunea promovată de BBC 2 Something for the Weekend. De asemenea, tot pe 14 februarie, artiștii componenți ai JLS au interpretat „Eyes Wide Shut” și în timpul spectacolului Alan Carr:Chatty Man, oferind totodată și un interviu. Mai mult, formația a vizitat alte două televiziuni la finele aceleiași săptămâni, promovând înregistrarea în cadrul unor emisiuni precum OK! TV sau Let's Dance for Comic Relief. Materialul de proveniență a fost și el promovat printr-o apariție la evenimentul Alton Towers pe data de 18 februarie 2011, spectacol la care au mai luat parte formații precum Mc Fly sau The Saturdays.

## Ordinea pieselor pe disc
| \| Nr. \| Titlul \| Durată \| \| ----------------------------------------------------- \| -------------------- \| ------ \| \| Descărcare digitală distribuită în Regatul Unit[42] \| \| \| \| 1. \| „Eyes Wide Shut” [A] \| 3:51 \| \| Disc single distribuit în Irlanda și Regatul Unit[43] \| \| \| \| 1. \| „Eyes Wide Shut” [B] \| 3:51 \| \| 2. \| „Broken Strings” [C] \| 4:15 \| | Specificații - A ^ *A ^ Versiunea de pe albumul Outta This World. - B ^ Versiune oficială — colaborare cu Tinie Tempah. - C ^ Cântec inclus pe fața B. |        |
| Nr. | Titlul | Durată |
| Descărcare digitală distribuită în Regatul Unit | |        |
| 1. | „Eyes Wide Shut” [A] | 3:51   |
| Disc single distribuit în Irlanda și Regatul Unit | |        |
| 1. | „Eyes Wide Shut” [B] | 3:51   |
| 2. | „Broken Strings” [C] | 4:15   |

## Videoclip
Un scurtmetraj ce prezintă o serie de aspecte din culisele videoclipului a apărut în mediul online la finele lunii decembrie 2010. Atunci a fost dezvăluit conceptul din spatele materialului și au fost prezentate o serie de scene nefinalizate. Informații cu privire la premieră au urmat în ianuarie 2011, prima difuzare a scurtmetrajului materializându-se pe data de 6 ianuarie 2011, cu o zi înaintea premierei anunțate. Regizat de James Orez, videoclipul a fost filmat în fața unui ecran verde, o serie de efecte fiind adăugate ulterior în mod digital. Colaborarea cu Orez, a fost apreciată de interpretul Aston Merrigold, care l-a descris drept „oarecum un superstar al regizorilor. El a lucrat cu Alicia Keys, Beyoncé... cu siguranță va aduce noi elemente pentru JLS”. Materialul prezintă formația în încercarea sa de a ajunge la o persoană de sex feminin care continuă să dispară. Mai mult, sunt afișate o serie de momente coregrafice, asemeni majorității videoclipurilor filmate anterior de grupul muzical. Scurtmetrajul îl prezintă și pe Tinie Tempah. Percepția a fost una favorabilă, Teen Today fiind de părere că „cu toate că a fost înregistrat de pe televizorul cuiva, putem spune deja că acest videoclip [...] este unul dintre cele mai bune pe care le-au făcut vreodată — și nici măcar nu au trebuit să își dea jos tricourile”; comentariile bazându-se pe o înregistrare a scurtmetrajului. Mai mult, în timp ce scenariul a fost catalogat drept unul „imaginativ” sau „fictiv”, în timp ce întregul videoclip a fost descris drept „uimitor” și „feeric”. De asemenea, ediția online a canalului de televiziune U TV a afirmat că videoclipul „îi surpride pe băieții de la JLS și pe rapper-ul Tinie Tempah într-un cadru ficțional, plin de culoare și dinamism”. Efectele speciale au fost amintite și de publicații precum Gigwise, Kovideo sau MTV News, care au apreciat într-un mod pozitiv materialul. Alte reacții favorabile au venit și din partea 4 Music, sau Heatworld. La doar șase zile de la premieră, „Eyes Wide Shut” a strâns peste 560.000 de vizualizări pe popularul website YouTube.

## Prezența în clasamente
Cântecul a debutat în ierarhia oficială din Regatul Unit pe locul o sută nouăzeci și patru, mulțumită numărului semnificativ de descărcări digitale comercializate cu șapte zile în avans. Odată cu lansarea videoclipului, piesa a început să urce în ierarhiile compilate de magazinul virtual iTunes, poziționându-se pe treapta cu numărul șaptezeci și nouă în săptămâna următoare. Interesul față de înregistrare a crescut și mai mult la câteva zile, ajungând să ocupe poziții de top 10 în listele iTunes, pentru ca în final să obțină locul zece în UK Singles Chart. Astfel, „Eyes Wide Shut” a devenit cel de-al șaselea șlagăr de top 10 al formație și al cincilea pentru Tempah, acest lucru fiind datorat celor aproximativ 22.800 de exemplare comercializate în cele șapte zile. În paralel, cântecul a avansat treptat în ierarhia R&B din Regatul Unit, ajungând să ocupe treapta cu numărul trei în cea de-a cincia săptămână de activitate în clasament. Mai mult, în Scoția, înregistrarea a obținut o poziționare superioară, celei din lista generală, avansând până pe locul opt. După lansarea oficială, „Eyes Wide Shut” a ocupat treapta cu numărul opt în UK Singles Chart, lucru datorat celor 44.522 de unități comercializate timp de șapte zile. Vânzările au provenit din toate versiunile înregistrării. Mai mult, copiile distribuite de-a lungul acestei săptămâni, au ajutat formația să depășească pragul de două milioane de discuri single comercializate în Regatul Unit.
În Irlanda, piesa a debutat pe treapta cu numărul patruzeci și unu, fiind cea mai slabă intrare în clasamentul compilat de IRMA pentru un single semnat JLS. La șapte zile distanță cântecul a avansat până pe locul treizeci și patru, pentru ca după lansare să câștige poziția cu numărul paisprezece. De asemenea, piesa a activat și în Bulgaria sau Croația, unde a câștigat poziții de top 30, în prima regiune devenind al treilea șlagăr de top 40 consecutiv al formației, după reușitele întâmpinate de „The Club Is Alive” și „Eyes Wide Shut”. Mai mult, „Eyes Wide Shut” a ocupat locul douăzeci și doi în ierarhia European Hot 100 și treapta cu numărul patruzeci și doi în Euro 200, în timp ce în ierarhia mondială World Top 100 Singles, piesa a câștigat poziția cu numărul cincizeci.

## Clasamente
| Țară (clasament)                      | Poziția maximă | Referință     |
| ------------------------------------- | -------------- | ------------- |
| Bulgaria (APC Charts)                 | 12             | [ 18 ]        |
| Croația (e!Hot)                       | 15             | [ 59 ]        |
| Europa (APC Charts — Euro 200)        | 42             | [ 63 ]        |
| Europa (Billboard — European Hot 100) | 22             | [ 62 ]        |
| Irlanda (IRMA)                        | 14             | [ 18 ] [ 58 ] |
| Irlanda (IRMA — Descărcări)           | 14             | [ 65 ]        |

| Țară (clasament)                      | Poziția maximă | Referință |
| ------------------------------------- | -------------- | --------- |
| Regatul Unit (OCC — Descărcări)       | 8              | [ 20 ]    |
| Regatul Unit (OCC — UK R&B Chart)     | 3              | [ 53 ]    |
| Regatul Unit (OCC — UK Singles Chart) | 8              | [ 66 ]    |
| Serbia (Pop Lista Top 50)             | 20             | [ 67 ]    |
| Scoția (OCC — Scottish Singles Chart) | 8              | [ 19 ]    |
| World Top 100 Singles (Music Charts)  | 50             | [ 64 ]    |

## Versiuni existente
- „Eyes Wide Shut” (versiuna de pe albumul Outta This World)
- „Eyes Wide Shut” (negativ)
- „Eyes Wide Shut” (remix oficial cu Tinie Tempah)

## Datele lansărilor
| Țara         | Data lansării        | Casă de discuri | Format              | Referințe |
| ------------ | -------------------- | --------------- | ------------------- | --------- |
| Regatul Unit | 22 noiembrie 2010[Σ] | Epic Records    | descărcare digitală | [ 42 ]    |
| Regatul Unit | 19 decembrie 2010[Π] | Epic Records    | premieră (audio)    | [ 2 ]     |
| Regatul Unit | 6 ianuarie 2011      | Epic Records    | premieră (video)    | [ 6 ]     |
| Regatul Unit | 13 februarie 2011[Π] | Epic Records    | descărcare digitală | [ 2 ]     |
| Regatul Unit | 14 februarie 2011    | Epic Records    | disc single         | [ 68 ]    |

Note:
- Σ ^ Descărcările digitale au devenit disponibile odată cu lansarea albumului.
- Π ^ Versiune oficială (cu Tinie Tempah).

## Legături exterme
- Website-ul oficial al formației JLS